# Rio Drac
O rio Drac é um rio localizado nos departamentos de Hautes-Alpes e Isère, no sudeste de França. É afluente do rio Isère pela margem esquerda.
Nasce no vale de Champsaur (no Parque Nacional de Écrins) no departamento de Hautes-Alpes e junta-se ao rio Isère na comuna de Fontaine em Grenoble, já no departamento de Isère, após atravessar 130 km por vales alpinos.

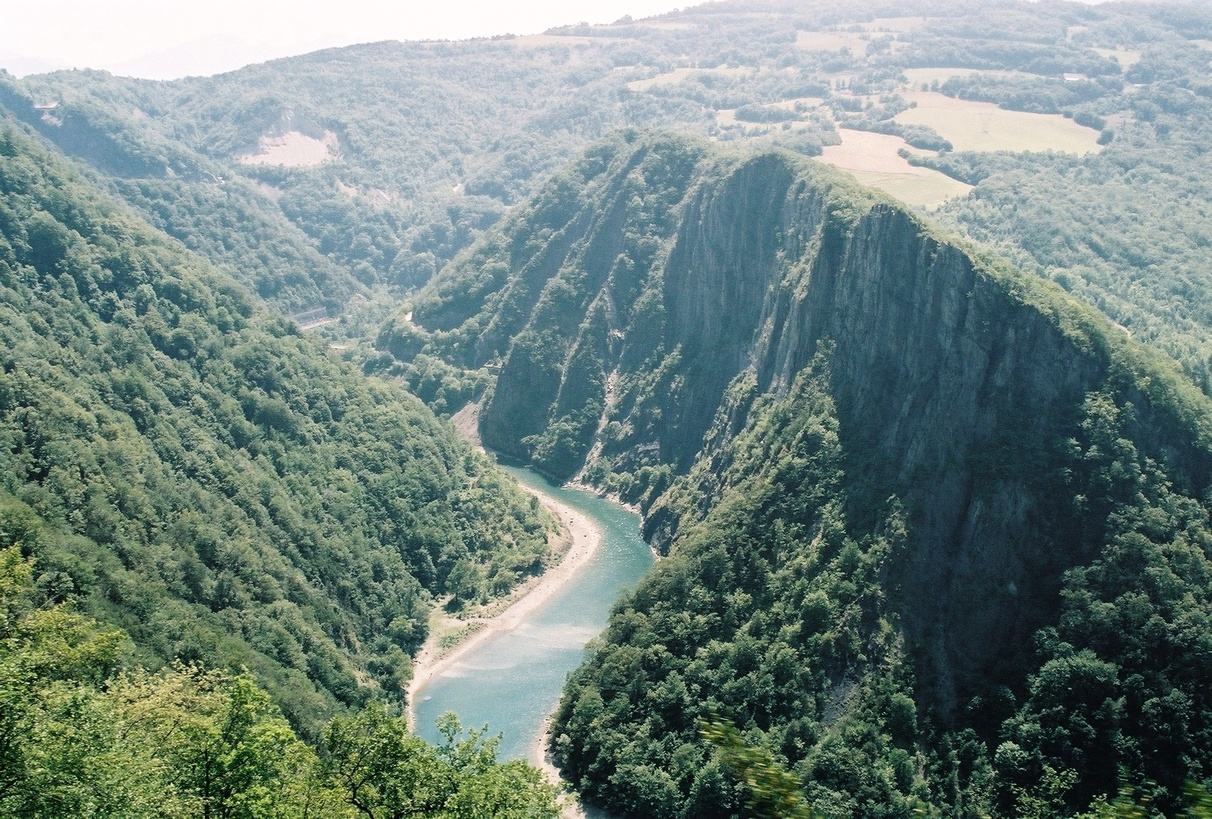
As Gorges du Drac